# 히가시이야야마촌
히가시이야야마촌(東祖谷山村)은 도쿠시마현 북서부에 있던 촌이다. 2006년 3월 1일, 미요시내의 5정촌과 신설 합병해 시로 승격해 미요시시가 되었다. 

## 지리
고치현과 접하는 산간 과소 지역으로, 켄잔등의 서일본이나 시코쿠를 대표하는 산하가 갖추어져 풍부한 자연을 타고났다. 겨울철에는 적설과 노면 동결이 보여 일부 도로가 겨울철 통행금지된다.

## 역사
12세기 후반 야지마 전투에서 패한 헤이케 낙인 전설과 아와 산악 무사의 전설이 남는다. 평교성의 둘째 아들 구니모리가 이야산에 떨어졌다는 전설로, 그 후예를 자처하는 아사 가문이 현재도 대에 거주하는 중이다.
- 1889년 - 미마군 이야야마촌이 분촌해 미마군 히가시미야야마촌, 미마군 니시이야야마촌이 설치되었다.
- 1950년 - 미마군의 히가시이야야마촌과 니시야야마촌이 미요시군에 편입되었다.
- 2006년 3월 1일 - 이케다정, 야마시로정, 이카와정, 미노정, 니시이야야마촌과 신설 합병해 미요시시가 되었다.

## 인구구성
고령화율이 높아 장래의 대폭 인구감소가 예측되고 있다. 근본적인 대책이 시급해 보였다.

## 교통

### 철도
촌내에는 철도노선이 설치되지 않았다. 가장 가까운 역은 시코쿠 여객철도 도산 선 오보케역

### 도로
- 국도 438호선
- 국도 439호선